# Marcel Wouda
Marcel Reinier Wouda (* 23. Januar 1972 in Tilburg) ist ein ehemaliger niederländischer Schwimmer und erster niederländischer Schwimmweltmeister. Derzeit ist er Schwimmtrainer beim nationalen Schwimminstitut in Eindhoven.

## Werdegang

### Schwimmkarriere
Wouda wuchs in Uden, Nordbrabant auf und wurde Mitglied des örtlichen Schwimmvereins 'De Zeester'.
Insgesamt nahm Wouda von 1992 bis 2000 an drei Olympischen Sommerspielen teil. 1992 in Barcelona war er das einzige männliche Mitglied der niederländischen Schwimmolympiamannschaft. Er beendete die 200 Meter Freistil als 18., die 400 Meter Lagen als 19. und über die 200 Meter Lagen landete er auf dem 22. Endrang.
Nach den Spielen 1992 übersiedelte er in die USA, um dort an der University of Michigan in Ann Arbor zu studieren und zu trainieren.
Nach seiner Rückkehr in die Niederlande, zwei Jahre später, qualifizierte er sich für die Olympischen Sommerspiele 1996 und scheiterte dort als Vierter über 200 Meter und Fünfter über 400 Meter Lagen jeweils nur knapp an seiner ersten olympischen Medaille. Außerdem erreichte er mit der niederländischen 4-mal-200-Meter-Freistilstaffel das Finale und wurde gemeinsam mit Mark van der Zijden, Martin van der Spoel und Pieter van den Hoogenband am Ende Siebenter.
Im Februar 1997 verbesserte er zwei Mal den 400-Meter-Lagen-Kurzbahnweltrekord bei Schwimmmeetings in Gelsenkirchen und Paris.
Die Schwimmweltmeisterschaften 1998 in Perth stellten Woudas Karrierehöhepunkt dar, als er über die 200 Meter Lagen Weltmeister und somit der erste männliche niederländische Schwimmweltmeister überhaupt wurde. Außerdem sicherte er sich über die 400 Meter Lagen die Silbermedaille und musste sich schließlich nur von seinem früheren Trainingspartner in Michigan, dem US-Amerikaner Tom Dolan, geschlagen geben.
Mit der niederländischen 4-mal-200-Meter-Freistilstaffel konnte er hinter der überragenden australischen Staffel die Silbermedaille gewinnen.
1999 bei den Kurzbahnweltmeisterschaften in Hongkong wurde er mit der niederländischen 4-mal-200-Meter-Freistilstaffel in neuer Europarekordzeit Weltmeister. Außerdem sicherte er sich über 400 Meter Lagen und mit der 4-mal-100-Meter-Freistilstaffel die Silber- und über 200 Meter Lagen die Bronzemedaille.
Nur wenige Monate später, bei den Schwimmeuropameisterschaften 1999 in Istanbul wurde er drei Mal Europameister. Unter anderem verbesserte er beim Gewinn mit der 4-mal-100-Meter-Freistilstaffel den Europarekord auf 03:16,27 min.
Bei den darauf folgenden Olympischen Sommerspielen, 2000 in Sydney konnte er gemeinsam mit Martijn Zuijdweg, Johan Kenkhuis und Pieter van den Hoogenband, der niederländischen 4-mal-200&-Meter-Freistilstaffel die Bronzemedaille und damit seine einzige Olympiamedaille gewinnen. Mit der niederländischen 4-mal-100-Meter-Lagenstaffel scheiterte er als Vierter nur knapp an einer weiteren Medaille.
Auf seiner Paradestrecke, den 200 Meter Lagen belegte er den fünften Endrang. Außerdem startete er auf der 100-Meter-Bruststrecke, verpasste das Finale als Siebenter und schloss auf Platz 13 ab.

### Trainerkarriere
Ab 2004 war er niederländischer Juniorentrainer. Ab 2006 trat er das Amt des Assistenztrainers von Jacco Verhaeren, seinem ehemaligen Trainer nach der Zeit in den USA, in Eindhoven an. Dort trainiert er unter anderem Olympiasieger und Freiwasser-Weltmeister Maarten van der Weijden oder Olympiasiegerin, Welt- und Europameisterin Hinkelien Schreuder.

#### Trainingsgruppe Marcel Wouda beim NZE
- Allen Lindenberg
- Arjen van der Meulen
- Bastiaan Tamminga
- Hinkelien Schreuder
- Job Kienhuis
- Joeri Verlinden
- Linsy Heister
- Maaike Waaijer
- Maarten van der Weijden
- Robert Lijesen
- Robin den Boer
- Tom Vangeneugden
- Wendy van der Zanden

### Auszeichnungen
- Niederländischer Sportler des Jahres 1997